# Hymeniacidon caerulea
Hymeniacidon caerulea är en svampdjursart som beskrevs av Gustavo Pulitzer-Finali 1986. Hymeniacidon caerulea ingår i släktet Hymeniacidon och familjen Halichondriidae.
Artens utbredningsområde är Dominikanska republiken. Inga underarter finns listade i Catalogue of Life.